# پورتو ونه ره
پورتو روسه (به ایتالیایی Porto Rose) یک کومونه در ایتالیا است که در استان لا اسپتزیا واقع شده‌است.

## خصوصیات
پورتو ونه ره ۷ کیلومترمربع مساحت و ۴٬۰۴۱ نفر جمعیت دارد و ۰ متر بالاتر از سطح دریا واقع شده‌است.

## نگارخانه

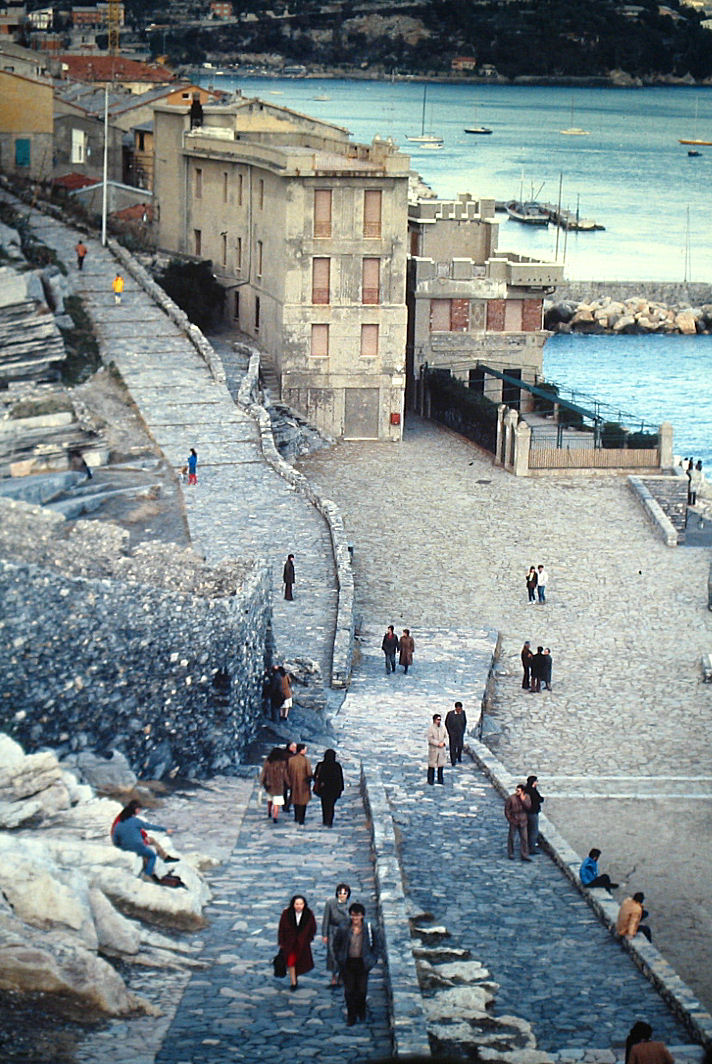
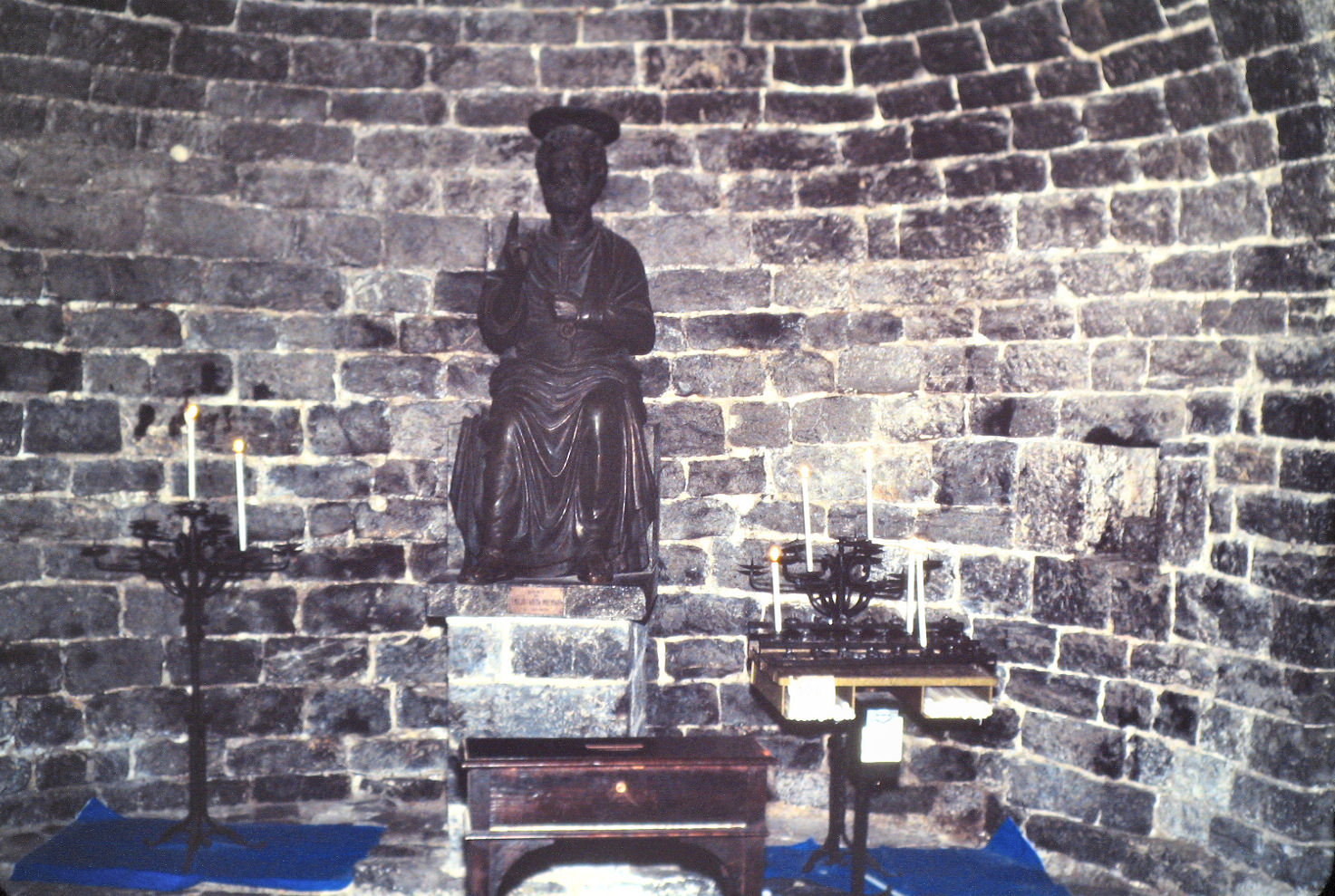
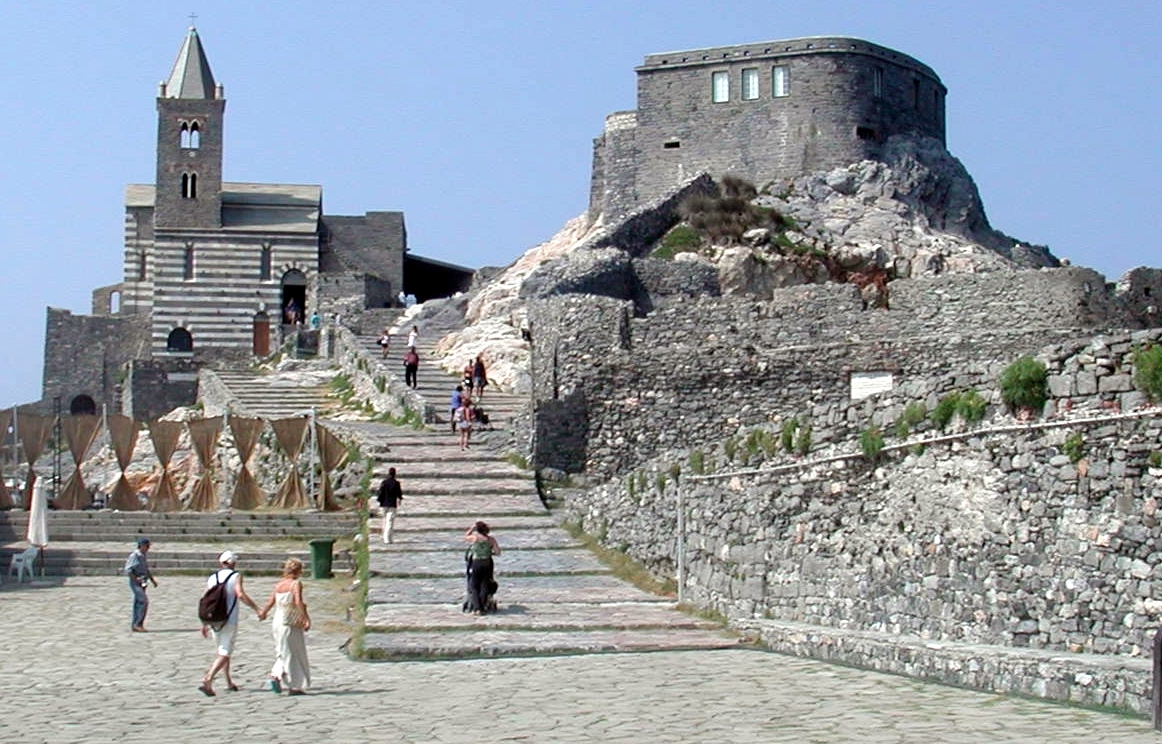
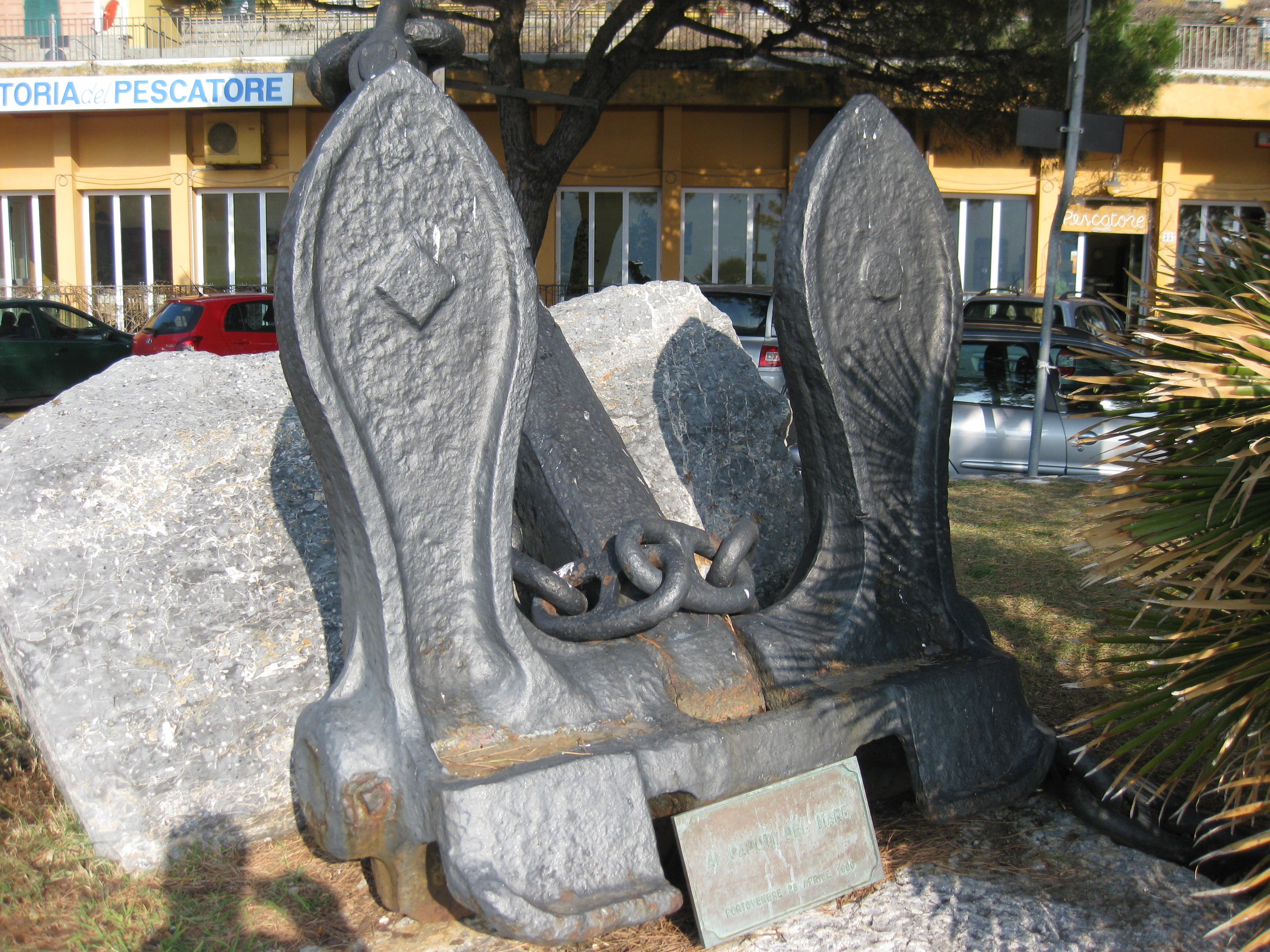
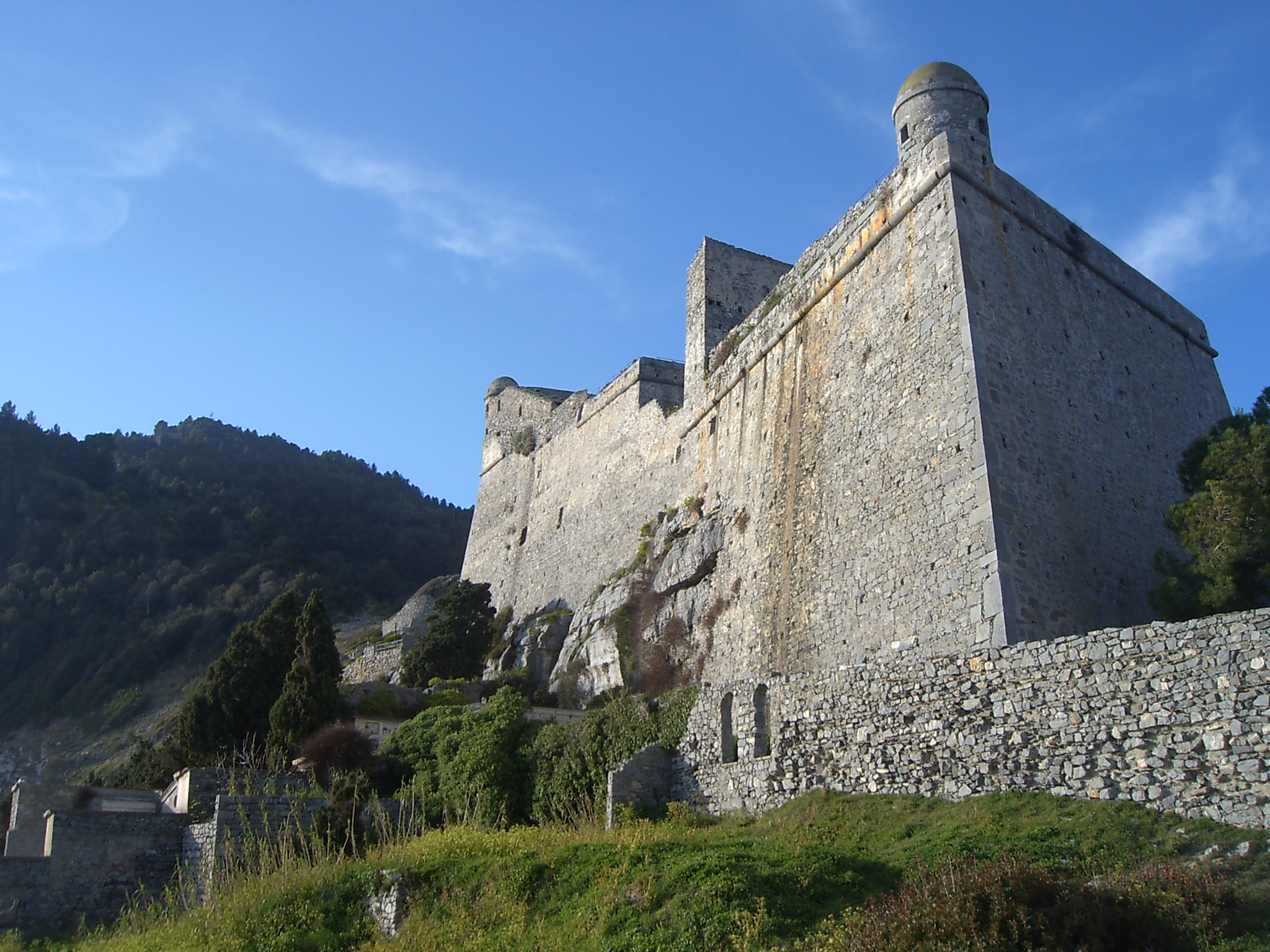
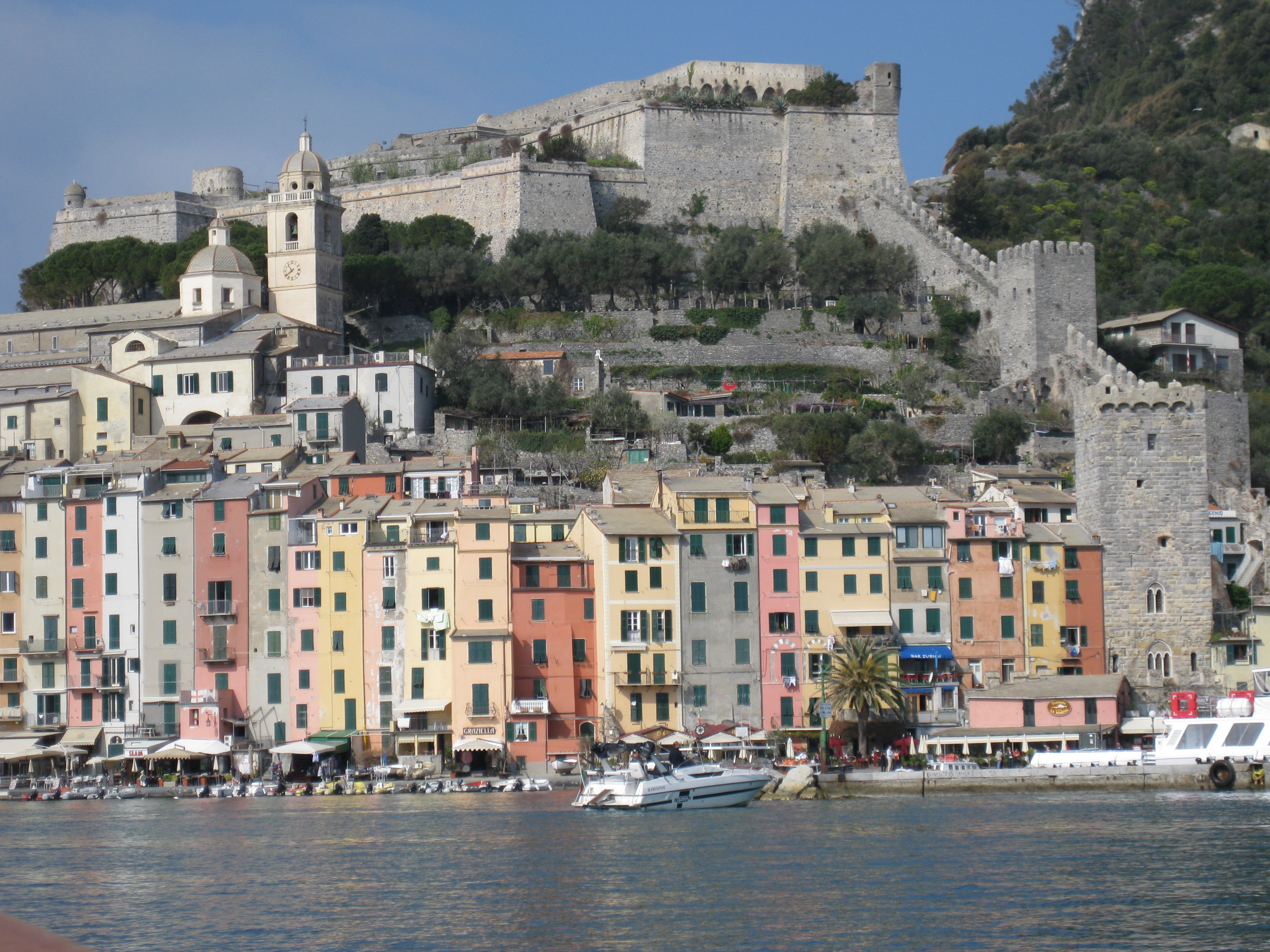
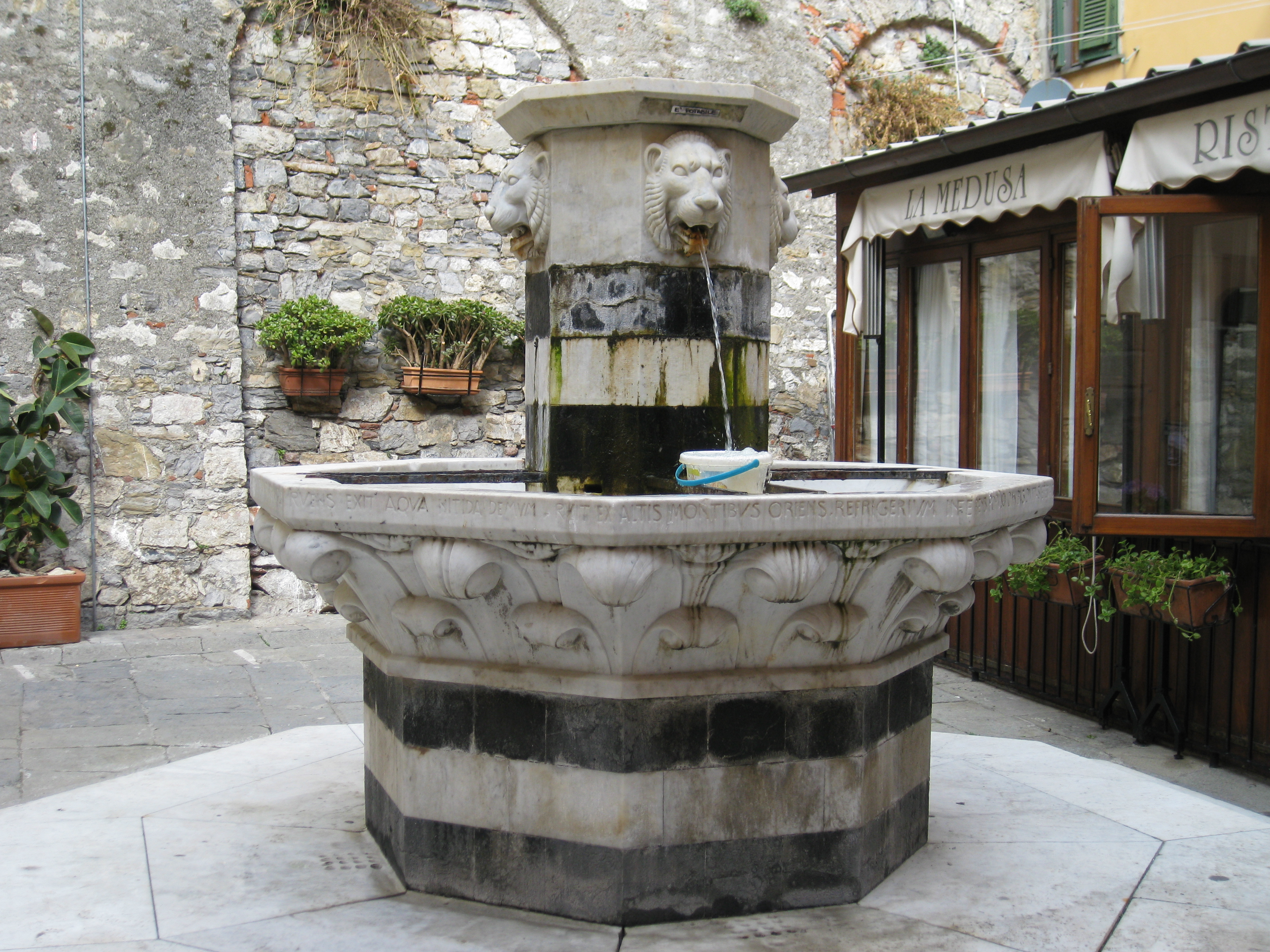